# WWE Draft Lottery (2005)

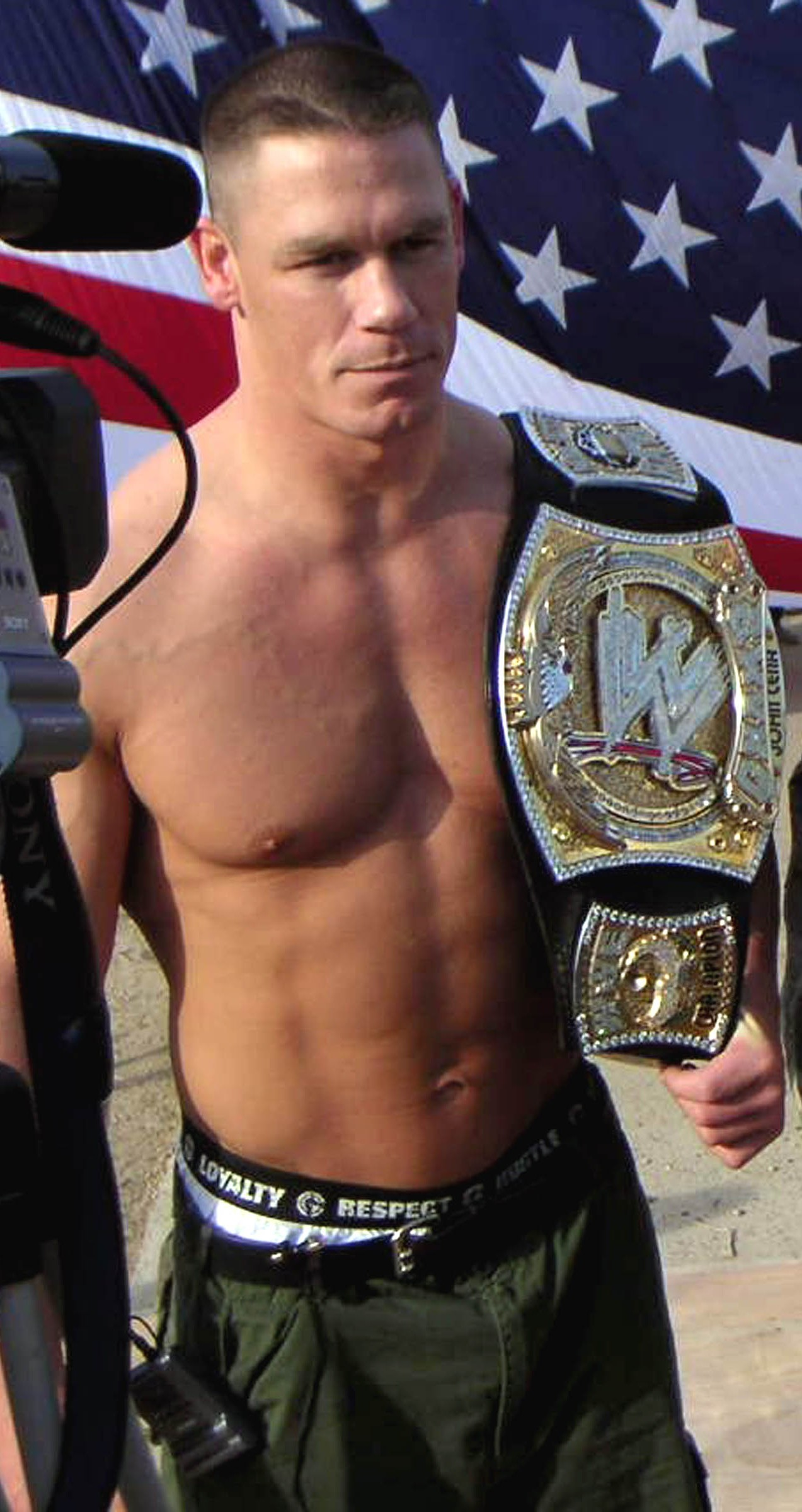
John Cena, o primeiro transferido do Draft de 2005

O 2005 World Wrestling Entertainment (WWE) Draft Lottery aconteceu durante tês semanas em junho de 2005. Um total de 10 seleções e 11 transferências aconteceram entre os programas Raw e SmackDown!. Ao fim, 22 pessoas foram transferidas. O Draft aconteceu em duas horas, Raw, exibido ao vivo pela Spike TV, e no SmackDown!, na UPN. Após o Draft, outras transferências foram anunciadas pelo WWE.com.

## Antes do Draft
No Raw de 18 de abril de 2005, Mr. McMahon, o presidente da WWE, anunciou que a Draft Lottery aconteceria no mês de maio. Em 16 de maio de 2005, McMahon anunciou que o Draft aconteceria apenas em junho.

### Seleção de lutadores

#### Draft televisionado
| Seleção # | Brand (para) | Empregado (Nome real)                     | Papel   | Brand (de) |
| --------- | ------------ | ----------------------------------------- | ------- | ---------- |
| 1         | Raw          | John Cena (John Felix Cena, Jr.)          | Lutador | SmackDown! |
| 2         | SmackDown!   | Chris Benoit (Christopher Michael Benoit) | Lutador | Raw        |
| 3         | Raw          | Kurt Angle (Kurt Steven Angle)            | Lutador | SmackDown! |
| 4         | SmackDown!   | Randy Orton (Randal Keith Orton)          | Lutador | Raw        |
| 5         | Raw          | Carlito (Carlos Colón, Jr.)               | Lutador | SmackDown! |
| 6         | SmackDown!   | Muhammad Hassan (Mark Copani)             | Lutador | Raw        |
| 6         | SmackDown!   | Khosrow Daivari (Shawn Daivari)           | Manager | Raw        |
| 7         | Raw          | The Big Show (Paul Donald Wight, Jr.)     | Lutador | SmackDown! |
| 8         | Raw          | Rob Van Dam (Robert Szatkowski)           | Lutador | SmackDown! |
| 9         | SmackDown!   | Christian (William Jason Reso )           | Lutador | Raw        |
| 10        | SmackDown!   | Batista (David Michael Batista, Jr.)      | Lutador | Raw        |

#### Transferências pós-Draft
| Seleção # | Brand (para) | Empregado (Nome real)                               | Papel   | Brand (de) |
| --------- | ------------ | --------------------------------------------------- | ------- | ---------- |
| 11        | Raw          | Mark Jindrak (Mark Robert Jindrak)[a]               | Lutador | SmackDown! |
| 12        | Raw          | René Duprée (René Goguen)                           | Lutador | SmackDown! |
| 13        | Raw          | Danny Basham (Daniel Hollie)                        | Lutador | SmackDown! |
| 14        | Raw          | Kenzo Suzuki[b]                                     | Lutador | SmackDown! |
| 15        | Raw          | Hiroko (Hiroko Suzuki)[b]                           | Valet   | SmackDown! |
| 16        | Raw          | Chavo Guerrero (Chavo Guerrero, Jr.)[c]             | Lutador | SmackDown! |
| 17        | SmackDown!   | William Regal (Darren Matthews)                     | Lutador | Raw        |
| 18        | SmackDown!   | Candice Michelle (Candice Michelle Beckman-Ehrlich) | Diva    | Raw        |
| 19        | SmackDown!   | Sylvain Grenier                                     | Lutador | Raw        |
| 20        | SmackDown!   | Simon Dean (Michael Bucci)                          | Lutador | Raw        |
| 21        | SmackDown!   | Stevie Richards (Michael Manna)                     | Lutador | Raw        |

a Jindrak fez apenas uma aparição no Raw.
b Os Suzukis foram demitidos antes de estrearem
c Guerrero estreou no Raw de 7 de julho como Kerwin White. O personagem foi abandonado em novembro de 2005 pela morte de Eddie Guerrero.

### Consequências
Após John Cena ser transferido para o Raw com o WWE Championship, SmackDown! ficou sem um título mundial até o final de junho. No SmackDown! de 23 de junho, o Gerente Geral Theodore Long anunciou um novo título mundial, o SmackDown! Championship. O campeão seria determinado em uma Six-Man Elimination match envolvendo The Undertaker, Muhammad Hassan, Christian, Booker T, John "Bradshaw" Layfield e Chris Benoit. Layfield venceu a luta. Após a vitória, Long anunciou que o SmackDown! Championship não era mais necessário, já que o World Heavyweight Champion, Batista, havia sido transferido para o SmackDown!.